# Biblioteca Hong Kierkegaard
Biblioteca Howard V. y Edna H. Hong Kierkegaard es una colección de investigación dedicada al trabajo del filósofo y teólogo danés del siglo XIX Søren Kierkegaard (1813-1855), alojado en St. Olaf College, Northfield, Minnesota. Junto con el Centro de Investigación Søren Kierkegaard en la Universidad de Copenhague, Dinamarca, es una de las dos instalaciones de investigación de importancia internacional dedicadas al estudio de Kierkegaard.
La colección comenzó como la biblioteca privada de Howard V. Hong y Edna H. Hong, reunidas durante su traducción completa de los escritos de Kierkegaard al inglés, cuyo primer volumen recibió el Premio Nacional del Libro. Los Hong donaron la colección a St. Olaf College en 1976 con el entendimiento de que estaría disponible como centro de investigación y publicación. Las existencias actuales de la biblioteca incluyen más de 11,000 volúmenes, 3,500 artículos periódicos y una réplica parcial de la biblioteca personal de Kierkegaard, así como títulos a los que Kierkegaard pudo haber tenido acceso durante su vida. Alberga investigadores visitantes durante todo el año (incluido un programa activo de becarios de verano) y conferencias periódicas y seminarios de investigación. El director actual de la biblioteca es Gordon D. Marino.
Cada año, los estudiantes de St. Olaf publican The Reed, una revista universitaria de filosofía existencial, de la biblioteca de Hong. The Reed es la única revista internacional de pregrado de filosofía existencial en el mundo, y recibe presentaciones cada año de estudiantes de todo el mundo.